# Кордон
Кордон је српски филм направљен 2002. године у режији Горана Марковића. Главне улоге тумаче Марко Николић, Никола Ђуричко и Драган Петровић.

## Радња
Током 1997, у време најрепресивнијег периода Милошевићевог режима, четворомесечни протести потресају земљу. Шесторица полицајаца на дужности, изморени су непрекидном акцијом и потпуно „обезглављени“ збивањима. Свакодневно се суочавајући с демонстрантима доживљавају најкритичније вече. Те ноћи, када су протести достигли тачку кључања, полицајцима пада шака сниматељ Аца, који остаје без ока. Полицијски старешина губи положај...

## Награде
Филм је освојио гран при на фестивалу у Монтреалу 2002. године.
Врњачка Бања: Друга награда за сценарио.

## Улоге
| Глумац              | Улога               |
| ------------------- | ------------------- |
| Марко Николић       | Змај                |
| Драган Петровић     | Црни                |
| Ненад Јездић        | Сељак               |
| Никола Ђуричко      | Душан               |
| Небојша Миловановић | Коле                |
| Ратко Танкосић      | Урош                |
| Милутин Милошевић   | Аца                 |
| Марија Дакић        | Зорица              |
| Богдан Диклић       | Борко               |
| Оливера Марковић    | Бака на клупи       |
| Христина Поповић    | Јелена              |
| Радмила Томовић     | Бојана              |
| Бојана Тушуп        | Јеленина другарица  |
| Небојша Илић        | Човек на портирници |
| Марко Баћовић       | Хирург              |